# Epichnopterix
Epichnopterix é um gênero de mariposa pertencente à família Acrolophidae.